# Freaky Fortune
Freaky Fortune ist ein griechisches Electro-Duo, bestehend aus dem Sänger Nick Raptakis (* 30. April 1990 in Marousi) und dem Produzenten Theofilos Pouzbouris (* 9. Februar 1991 in Athen).

## Werdegang
Das Duo stellt seit 2011 Lieder und Remixe auf die Videoplattform YouTube. Zusammen mit dem Rapper Riskykidd nahmen sie an der griechischen Vorentscheidung zum Eurovision Song Contest 2014 teil und konnten mit dem Electro-Rap Rise Up den Sieg bei insgesamt vier Teilnehmern erringen. Daher durften sie ihr Land beim Wettbewerb in Kopenhagen vertreten, wo sie ihr Halbfinale als 7. überstanden und im Finale den 20. Platz erreichten.

## Diskografie

### Singles
- 2012: Our Destiny
- 2012: Stronger
- 2013: All I Need (This Summer)
- 2014: Rise Up (mit Riskykidd)
- 2014: In a World Without You (mit Nicolas Costa)
- 2014: Gi Kai Ouranos